# XSS 10
XSS 10 (Experimental Satellite System 10) war ein kleiner, militärischer Experimentalsatellit, der vom Air Force Research Laboratory der United States Air Force entwickelt wurde, um Annäherungsoperationen an andere Raumflugkörper zu erproben.

## Aufbau

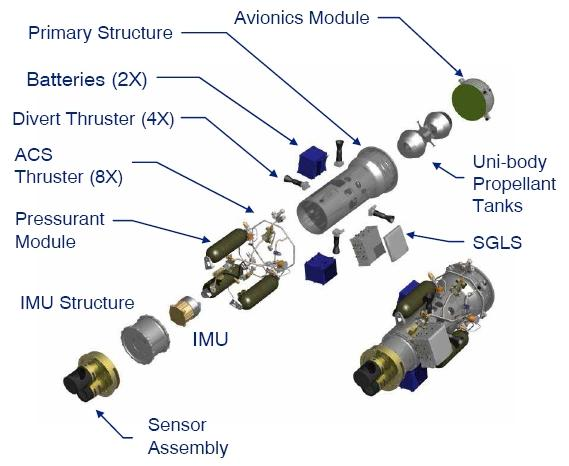
Aufbau des XSS-10-Satelliten

XSS 10 wurde von Boeing gebaut und wog beim Start 28 kg. Da die Missionsdauer nur ein Tag betrug, konnte die Stromversorgung über eine Lithium-Polymer-Batterie gewährleistet werden. Als Antrieb diente ein hypergoles Zweikomponentenantriebssystem, das vom LEAP-Gefechtskopf der SM-3-Anti-Raketenwaffe abgeleitet war. Des Weiteren befanden sich ein Navigationssystem, ein leichtgewichtiges Kommunikationssystem sowie ein integriertes Kamera- und Sternensensor-System an Bord.

## Mission

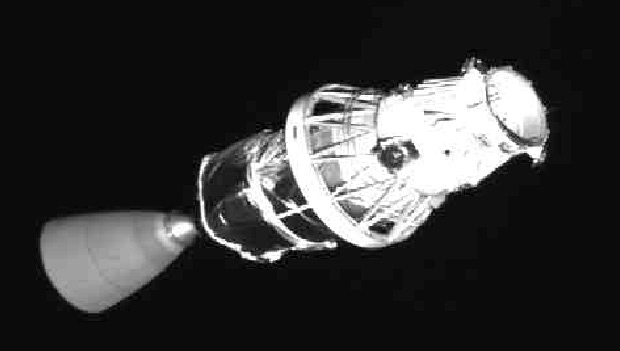
Zweite Stufe der Delta-II-Trägerrakete aufgenommen von XSS 10

XSS 10 wurde am 29. Januar 2003 als Sekundärnutzlast mit einer Delta-II-7925-Rakete von der Cape Canaveral AFS in eine niedrige Umlaufbahn von 518 × 805 km und einer Bahnneigung von 39,8° gestartet und führte über 24 Stunden seine Experimente durch.
Nach dem Abtrennen der dritten Stufe mit der Hauptnutzlast, dem Navigationssatelliten GPS-2R 8, führte XSS 10 Manöver um die zweite Stufe der Delta-II-Trägerrakete, die mit dem Satelliten in die Umlaufbahn gelangte, durch. Der Satellit bewegte sich dabei in einem Abstand von etwa 100 Metern zur Raketenstufe. Dabei aufgenommene Bilder der zweiten Stufe wurden veröffentlicht. Die Mission wurde als Erfolg bezeichnet.
Die Experimente wurden mit der Nachfolgemission XSS 11 später über einen längeren Zeitraum fortgesetzt.